# Stadion Centralny w Orszy
Stadion Centralny w Orszy (białorus. Цэнтральны стадыён У Оршы) – stadion piłkarski w Orszy na Białorusi. Swoje mecze rozgrywa na nim klub FK Orsza grający w II lidze białoruskiej w piłce nożnej. Posiada nawierzchnię trawiastą.